# Цзиньвань-Плаза
Цзиньвань-Плаза (Jin Wan Plaza, 金湾广场) — многофункциональный комплекс небоскрёбов, расположенный на берегу реки Хайхэ в деловом центре китайского города Тяньцзинь (вписан в ансамбль бывшей Французской концессии XIX — первой половины XX века). 
Комплекс Цзиньвань-Плаза построен в 2011—2017 годах в стиле постмодернизма, на начало 2020 года башня № 1 являлась четвёртым по высоте зданием города, 89-м по высоте зданием Китая, 106-м — Азии и 177-м — мира. В состав комплекса входят три высотные башни, а также другие здания, в которых расположены магазины, рестораны, театры и музеи. 
- Башня № 1 (300 м), также известная как башня № 9, имеет 66 наземных этажей, занятых офисами и гостиничными номерами[2][3][4][5].
- Башня № 2 (240 м) имеет 58 наземных этажей, занятых офисами[6][7][8].
- Башня № 3 (180 м) имеет 33 наземных этажа, занятых офисами[9][10][11].

## Галерея

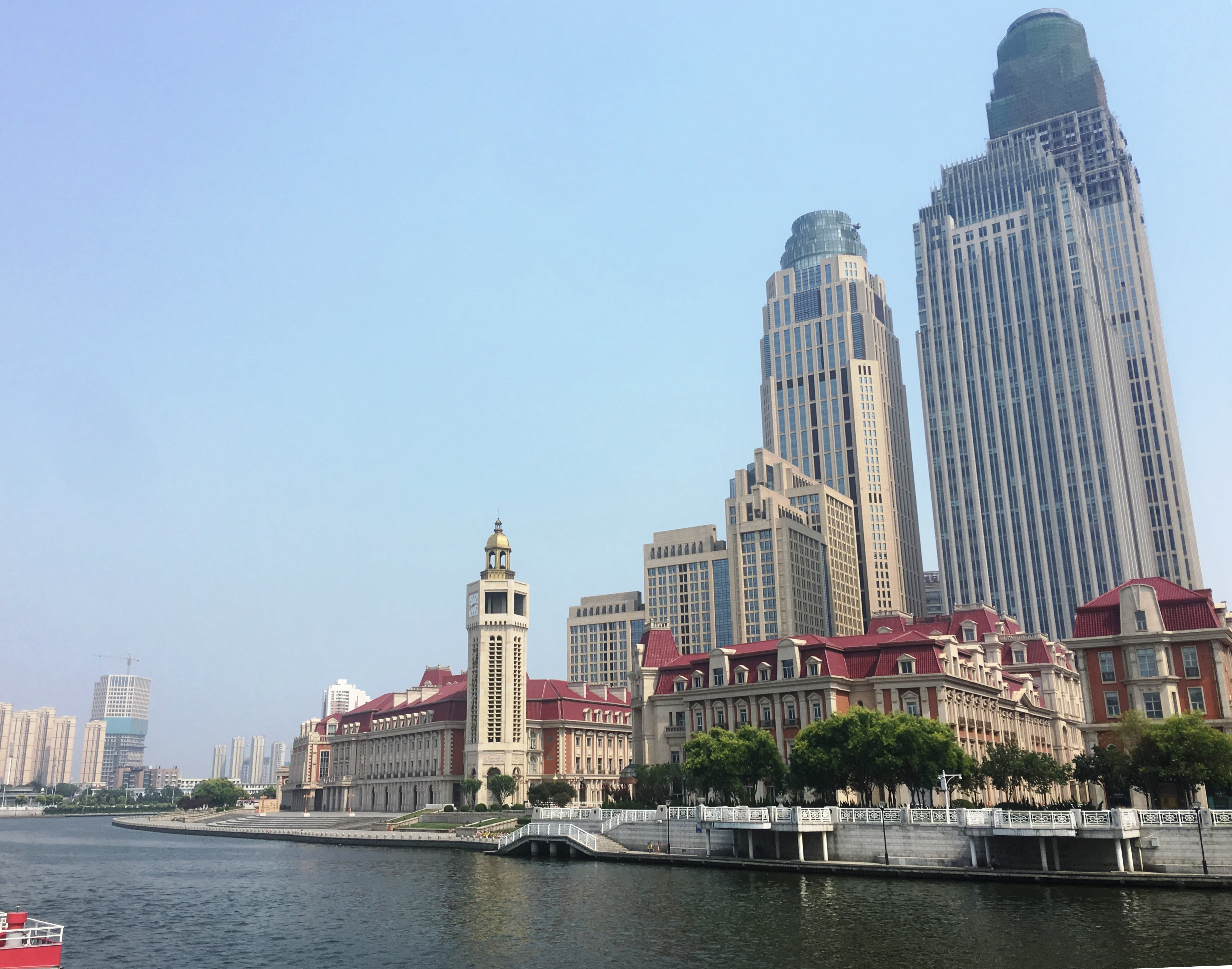
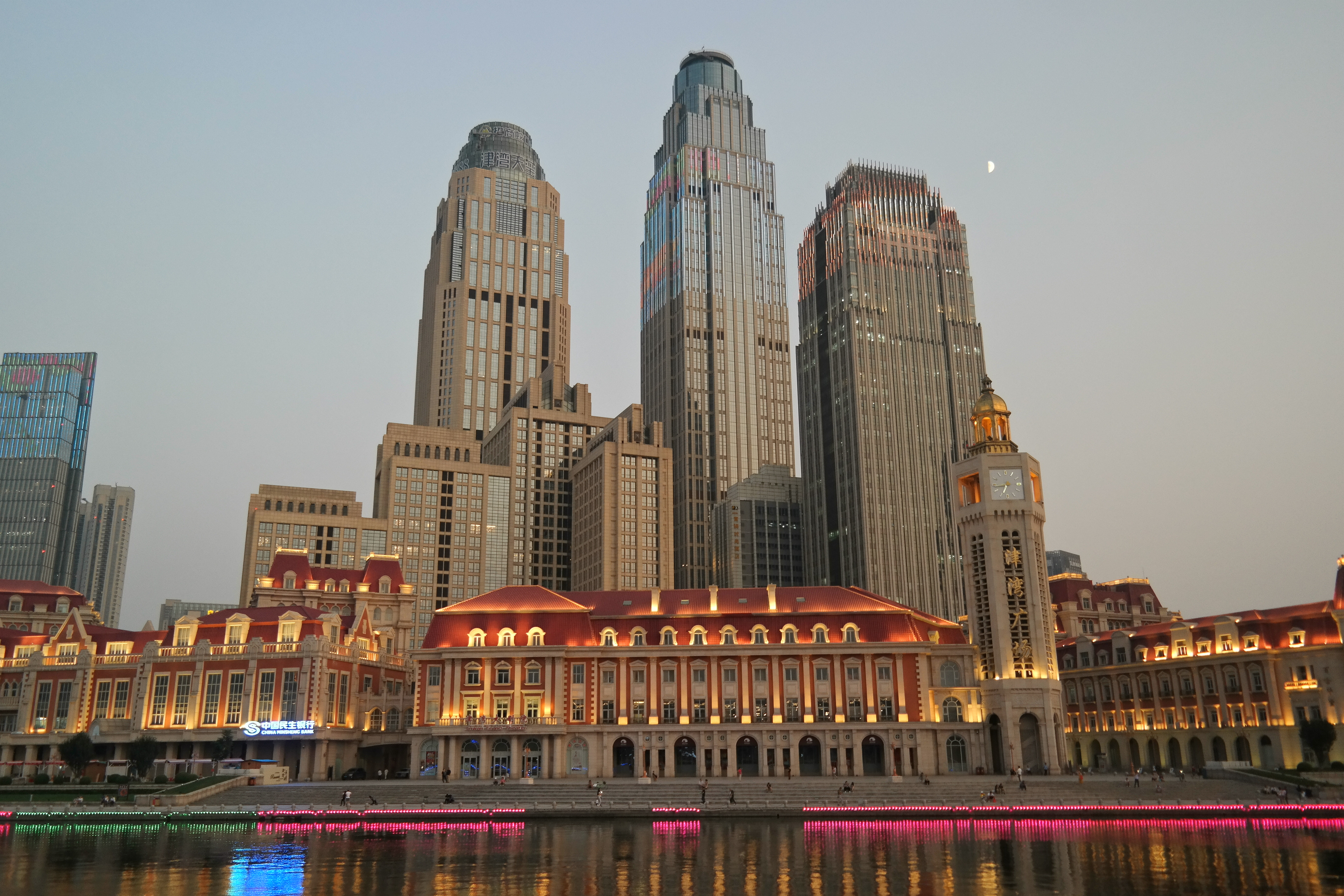
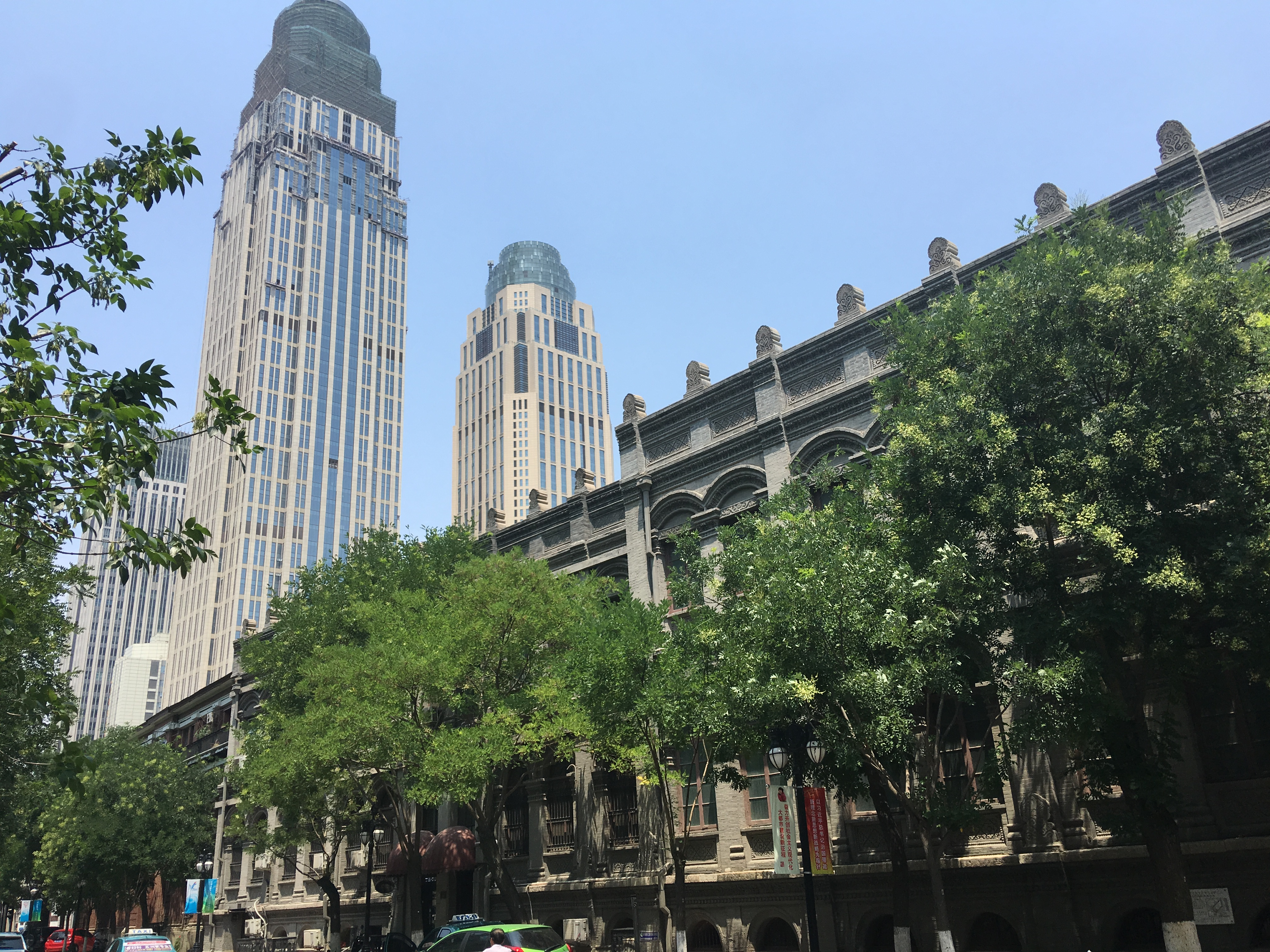